# Liliana Lubińska
Liliana Lubińska (14 octobre 1904, Łódź - 19 novembre 1990) est une neuroscientifique polonaise connue pour ses recherches sur le système nerveux périphérique et sa découverte du transport axoplasmique bidirectionnel,. En 1946, elle fonde avec son mari Jerzy Konorski, le département de neurophysiologie à l'Institution Nencki de Varsovie.

## Biographie
En 1923, Liliana Lubińska entre à l'Université de Varsovie pour étudier la biologie. Un an plus tard, elle est transférée à l'Université Paris-Sorbonne, pour poursuivre ses études en sciences biologiques. En 1927, elle reçoit sa licence en chimie et physiologie biologique, puis son doctorat en 1932. 
Pendant son doctorat, elle travaille au laboratoire de physiologie de Louis et Marcelle Lapicque, où elle se concentre sur la chronaxie et les réflexes. Sa thèse de doctorat porte sur le réflexe non itératif. Elle est lauréate d’un prix pour sa thèse de l'Académie de Paris. 

## Carrière et recherches
Après avoir terminé son doctorat à Paris, Liliana Lubińska débute des recherches indépendantes sur l'effet de différents agents sur l'excitabilité de la préparation neuromusculaire. Elle participe aux expériences de Jerzy Konorski (en) et Stefan Miller sur les réflexes conditionnés à l'Institut Nencki, centre consacré à la biologie expérimentale à Varsovie. 
Quand la Seconde Guerre mondiale éclate entre 1939 et 1940, elle est forcée de fuir l'institut détruit par des bombardements. Liliana Lubińska et son mari tentent désespérément de traverser la frontière nord pour rejoindre le frère de Jerzy Konorski en Angleterre. Cependant, les contrôles allemands mettent à mal leurs tentatives et le couple reste un temps à Białystok. 
Alors que les puissances de l'Axe occupent toute la partie orientale de la Pologne, y compris Białystok, forçant le couple à fuir vers le Caucase. Ils collaborent à la régénération du nerf périphérique à l'Institut géorgien de médecine expérimentale de Soukhoumi entre 1940 à 1945.
Après la guerre, les recherches de Liliana Lubińska se sont poursuivies dans le domaine du système nerveux périphérique. De 1945 à sa retraite en 1982, elle étudie la structure neuronale et la physiologie, en particulier le transport axoplasmique, et démontre que le transport axoplasmique peut être bidirectionnel. 
En collaboration avec Giuseppe Moruzzi et Horace Winchell Magoun, elle établit que le tronc cérébral contient des neurones qui conditionnent la conscience et la posture du centre cérébral, et confèrent à l'état conscient le contrôle de la base physique.
Les recherches de la neuroscientifique ont conduit à des découvertes supplémentaires dans le domaine des neurosciences. Au cours de sa carrière, elle a publié près de 80 articles et a été largement reconnue comme étant pionnière dans son domaine.

## Distinctions
- Comité de rédaction des neurosciences (1976-1990)
- Membre de l’Académie allemande des sciences Leopoldina
- Membre honoraire de l’Organisation internationale de recherche sur le cerveau
- Prix Solange Coemme, Académie Nationale de Médecine
- Membre honoraire de la Société physiologique polonaise